# Jorrit Hendrix
Jorrit Hendrix (Panningen, 6 februari 1995) is een Nederlands voetballer die doorgaans als middenvelder speelt, maar ook als centrale verdediger of linksback uit de voeten kan. Hij stroomde in 2013 door vanuit de jeugdopleiding van PSV. Medio 2024 tekende hij een contract bij SC Preußen Münster. Hendrix debuteerde in 2016 in het Nederlands voetbalelftal.

## Clubcarrière

### PSV
Hendrix begon met voetballen bij SV Panningen. Van daaruit werd hij in 2004 opgenomen in de jeugdopleiding van PSV.
Hendrix debuteerde op 3 augustus 2013 in het betaald voetbal in een wedstrijd tussen Jong PSV en Sparta Rotterdam, in de Eerste divisie. Een week later debuteerde hij in de hoofdmacht van PSV, in een wedstrijd in de Eredivisie tegen N.E.C.. Hij viel die dag enkele minuten voor tijd in voor Karim Rekik. Tien dagen na zijn officiële debuut, tekende Hendrix een nieuw contract bij PSV wat hem tot 2017 aan de club verbond. Op 31 augustus 2013 mocht hij voor het eerst in de basiself starten tegen SC Cambuur thuis. Hendrix maakte op zondag 26 oktober 2014 voor het eerst een doelpunt voor het eerste team van PSV. Hij schoot die dag de 0-3 binnen in de 25ste minuut van een competitiewedstrijd uit tegen FC Utrecht. Hendrix vierde op 18 april 2015 het behalen van zijn eerste landskampioenschap met PSV. Hij greep met de club op de tweede speeldag de koppositie en stond die de rest van het seizoen niet meer af. Een 4-1-overwinning thuis tegen sc Heerenveen in speelronde 31 zorgde ervoor dat de titel een feit werd. Als gevolg hiervan maakte Hendrix op 15 september 2015 zijn debuut in het hoofdtoernooi van UEFA Champions League. Die dag won hij met PSV thuis met 2-1 van Manchester United. Hij speelde de hele wedstrijd.
Hendrix maakte op zaterdag 5 december 2015 het enige doelpunt van de wedstrijd tijdens een met 0-1 gewonnen competitiewedstrijd uit tegen Vitesse. Daarmee zorgde hij ervoor dat PSV voor het 42ste competitieduel op rij minimaal één keer scoorde, een nieuw record in de Eredivisie. Dit record liep uiteindelijk op tot 54 competitiewedstrijden. Hendrix verlengde op 18 december 2015 zijn contract bij PSV tot medio 2020. Hij werd op 8 mei 2016 voor de tweede keer op rij landskampioen met PSV. De club begon aan de laatste speelronde van het seizoen met evenveel punten als Ajax, maar met een doelsaldo dat zes doelpunten minder was. PSV won die dag vervolgens met 1-3 uit bij PEC Zwolle, terwijl Ajax uit bij De Graafschap met 1-1 gelijkspeelde. Hendrix zag dit zelf vanaf de tribune gebeuren. Hij was in 26 speelronden actief, maar miste de laatste vier wedstrijden van het seizoen vanwege een blessure.
Hendrix begon het seizoen 2016/17 als basisspeler. Hij verruilde zijn rugnummer 29 voor het nummer 8 van de vertrokken Stijn Schaars en stond in zes van de eerste zeven competitieronden vanaf de aftrap in het veld. Tijdens een wedstrijd in de Champions League tegen FK Rostov eind september, verliet hij geblesseerd het veld. De binnenband van zijn rechterknie bleek beschadigd. Deze blessure hield hem aan de kant tot hij op 14 januari 2017 zijn rentree maakte, tijdens een met 2–0 gewonnen competitiewedstrijd thuis tegen Excelsior. Zijn basisplaats kreeg hij dat jaar niet meer terug. Collega-middenvelders Andrés Guardado en Davy Pröpper speelden als ze fit waren vrijwel altijd en daarnaast concurreerden ook Siem de Jong, nieuwkomer Bart Ramselaar en met name Marco van Ginkel voor zijn positie op het middenveld. Hendrix was in het seizoen 2017/18 wel weer vanaf de eerste speelronde basisspeler. In die rol werd hij dat jaar voor de derde keer landskampioen met PSV. Hendrix verlengde op 14 januari 2019 zijn contract bij PSV tot medio 2021. Hij kreeg dat jaar concurrentie voor zijn positie van Michal Sadílek, die zijn nieuwe coach Mark van Bommel al kende van zijn tijd als trainer van PSV –19.

### Spartak Moskou
Op 12 januari 2021 transfereerde Hendrix, met nog enkel een contract tot het einde van dat seizoen, voor een bedrag van €700.000,- naar Spartak Moskou. In augustus 2022 werd zijn contract ontbonden, waarop hij transfervrij kon vertrekken.

#### Feyenoord
Na een jaar bij Spartak Moskou voornamelijk op de bank te hebben gezeten werd op 26 januari 2022 bekend dat Hendrix voor anderhalf jaar verhuurd zou worden aan Feyenoord. Hierbij bedongen de Rotterdammers ook een optie tot koop. Door zijn contractontbinding bij Spartak Moskou, kwam er ook een einde aan zijn periode bij Feyenoord.

### Fortuna Düsseldorf
Op 11 augustus 2022 tekende hij een eenjarig contract bij het Duitse Fortuna Düsseldorf, dat hem transfervrij overnam van Spartak Moskou.

## Clubstatistieken
| Seizoen         | Club               | Competitie      | Competitie | Competitie | Beker | Beker | Internationaal | Internationaal | Totaal | Totaal |
| Seizoen         | Club               | Competitie      | Wed.       | Dlp.       | Wed.  | Dlp.  | Wed.           | Dlp.           | Wed.   | Dlp.   |
| --------------- | ------------------ | --------------- | ---------- | ---------- | ----- | ----- | -------------- | -------------- | ------ | ------ |
| 2013/14         | PSV                | Eredivisie      | 20         | 0          | 2     | 0     | 5              | 0              | 27     | 0      |
| 2014/15         | PSV                | Eredivisie      | 20         | 1          | 2     | 0     | 11             | 0              | 33     | 1      |
| 2015/16         | PSV                | Eredivisie      | 26         | 2          | 3     | 0     | 7              | 0              | 36     | 2      |
| 2016/17         | PSV                | Eredivisie      | 19         | 1          | 1     | 0     | 2              | 0              | 22     | 1      |
| 2017/18         | PSV                | Eredivisie      | 33         | 2          | 4     | 0     | 2              | 0              | 39     | 2      |
| 2018/19         | PSV                | Eredivisie      | 29         | 1          | 0     | 0     | 8              | 0              | 37     | 1      |
| 2019/20         | PSV                | Eredivisie      | 17         | 1          | 1     | 0     | 6              | 0              | 24     | 1      |
| 2020/21         | PSV                | Eredivisie      | 9          | 0          | 1     | 0     | 6              | 0              | 16     | 0      |
| Club totaal     | Club totaal        | Club totaal     | 173        | 8          | 14    | 0     | 47             | 0              | 234    | 8      |
| 2020/21         | Spartak Moskou     | Premjer-Liga    | 10         | 0          | 1     | 0     | 0              | 0              | 11     | 0      |
| 2021/22         | Spartak Moskou     | Premjer-Liga    | 8          | 0          | 0     | 0     | 3              | 0              | 11     | 0      |
| Club totaal     | Club totaal        | Club totaal     | 18         | 0          | 1     | 0     | 3              | 0              | 22     | 0      |
| 2021/22         | → Feyenoord        | Eredivisie      | 9          | 1          | 0     | 0     | 5              | 0              | 14     | 1      |
| Club totaal     | Club totaal        | Club totaal     | 9          | 1          | 0     | 0     | 5              | 0              | 14     | 1      |
| 2022/23         | Fortuna Düsseldorf | 2. Bundesliga   | 20         | 0          | 1     | 0     | —              | —              | 21     | 0      |
| Club totaal     | Club totaal        | Club totaal     | 20         | 0          | 1     | 0     | 0              | 0              | 21     | 0      |
| Carrière totaal | Carrière totaal    | Carrière totaal | 220        | 9          | 16    | 0     | 55             | 0              | 291    | 9      |

Bijgewerkt op 16 juni 2023

## Interlandcarrière
Hendrix debuteerde op 16 september 2011 in Nederland -17, tijdens een met 0–1 gewonnen oefenwedstrijd in en tegen Italië –17. Hij won een half jaar later met zijn ploeggenoten het EK –17 van 2012. Hij maakte de 1–0 in de met 2–0 gewonnen halve finale tegen Georgië –17 en benutte een van de penalty's in de beslissende strafschoppenreeks in de finale tegen Duitsland –17. Hendrix speelde twee oefenwedstrijden in Nederland -18 en zeven in Nederland -19. Hij debuteerde op 8 september 2014 in het Nederlands voetbalelftal onder 21, tijdens een met 0–1 verloren kwalificatiewedstrijd voor het EK –21 van 2015, thuis tegen Slowakije –21.
Hendrix werd op 26 augustus 2016 voor het eerst opgenomen in de selectie van het Nederlands elftal, voor een oefeninterland tegen Griekenland en een kwalificatiewedstrijd voor het WK 2018 in en tegen Zweden. Hij maakte op 1 september 2016 zijn debuut in Oranje, tijdens de met 1–2 verloren wedstrijd tegen Griekenland. Deze vond plaats in het Philips Stadion. Hendrix viel die dag in de 65e minuut in voor Kevin Strootman.
| Interlands van Jorrit Hendrix voor Nederland | Interlands van Jorrit Hendrix voor Nederland | Interlands van Jorrit Hendrix voor Nederland | Interlands van Jorrit Hendrix voor Nederland | Interlands van Jorrit Hendrix voor Nederland | Interlands van Jorrit Hendrix voor Nederland |
| №                                            | Datum                                        | Wedstrijd                                    | Uitslag                                      | Soort Wedstrijd                              | Goals                                        |
| Als speler van PSV                           | Als speler van PSV                           | Als speler van PSV                           | Als speler van PSV                           | Als speler van PSV                           | Als speler van PSV                           |
| -------------------------------------------- | -------------------------------------------- | -------------------------------------------- | -------------------------------------------- | -------------------------------------------- | -------------------------------------------- |
| 1                                            | 1 september 2016                             | Nederland – Griekenland                      | 1 – 2                                        | Vriendschappelijk                            | 0                                            |

## Erelijst
| Competitie                 | Aantal | Jaren                     |     |     |
| PSV                        | PSV    | PSV                       | PSV | PSV |
| -------------------------- | ------ | ------------------------- | --- | --- |
| Kampioen Eredivisie        | 3x     | 2014/15, 2015/16, 2017/18 |     |     |
| Johan Cruijff Schaal       | 2x     | 2015, 2016                |     |     |
| Nederland –17              |        |                           |     |     |
| Europees kampioenschap –17 | 1x     | 2012                      |     |     |

## Privé
Hendrix trouwde op 2 juni 2022 en is vader van twee kinderen.